# Telicomys
Telicomys (лат.) — вымерший род южноамериканских грызунов из семейства пакарановых, живший с миоцена по плиоцен (11,62—3,0 млн лет назад). Это были наземные растительноядные животные, питавшиеся плодами и листьями. Ископаемые остатки Telicomys найдены в Южной Америке на территории Бразилии и Аргентины.

## Классификация
По данным сайта Paleobiology Database, на сентябрь 2022 года в род включают 2 вымерших вида:
- Telicomys amazonensis (Frailey, 1986)
- Telicomys giganteus (Ameghino, 1904)typus